# Edmond Albius
Edmond Albius  (Sainte-Suzanne, Reunião, 1829 -  Sainte-Suzanne, agosto de 1880) foi um horticultor reuniense.

## Biografia
Escravo e órfão de nascença, foi acolhido por  Féréol Bellier Beaumont, que o iniciou na horticultura e botânica. Em 1841, com apenas doze anos, descobriu o método prático para a polinização da baunilha (Vanila), um procedimento que revolucionou a cultura dessa especiaria, permitindo que a Ilha da Reunião se tornasse, por um tempo, o primeiro produtor mundial e o berço divulgador de um novo conhecimento técnico. A fecundação artificial da Vanila foi realizada originalmente por Charles Morren em 1836. 
Por ser uma criança, negro e escravo, a paternidade da descoberta foi rapidamente impugnada. O autor do grande desenvolvimento inicial do atual Jardim do Estado de Saint-Denis, o botânico Jean Michel Claude Richard pretendeu alegar ter ensinado a técnica ao escravo três ou quatro anos antes. O jovem Edmond foi vigorosamente defendido por Féréol Bellier Beaumont, pelo naturalista Volsy Focard e por um certo Mézières de Lépervenche. Apesar desse apoio, a controvérsia persistiu, mesmo após a morte dos dois protagonistas. As dúvidas só foram afastadas definitivamente no fim do século XX, dando a Edmond o reconhecimento e a paternidade da descoberta do método prático para fecundação artificial da baunilha.  
Com a abolição da escravatura, em 1848, foi dado ao ex-escravo o sobrenome "Albius", em  referência a cor branca (alba) da flor da vanila. No inicio do século XX, um artigo de imprensa chegou até a afirmar, sem razão, que Edmond era um homem branco. Edmond Albius não tirou nenhum benefício de uma invenção que fez a fortuna dos cultivadores. Morreu na miséria em 1880. 

## Ligação externa
- Artigo do Journal de l'Île de la Réunion sobre Edmond Albius